# بیابان گندمی مشکوک
بیابان گندمی مشکوک (نام علمی: eremopyrum confusum) نام یک گونه از سرده بیابان گندمی است.